# 馬格達萊納島 (麥哲倫-智利南極大區)

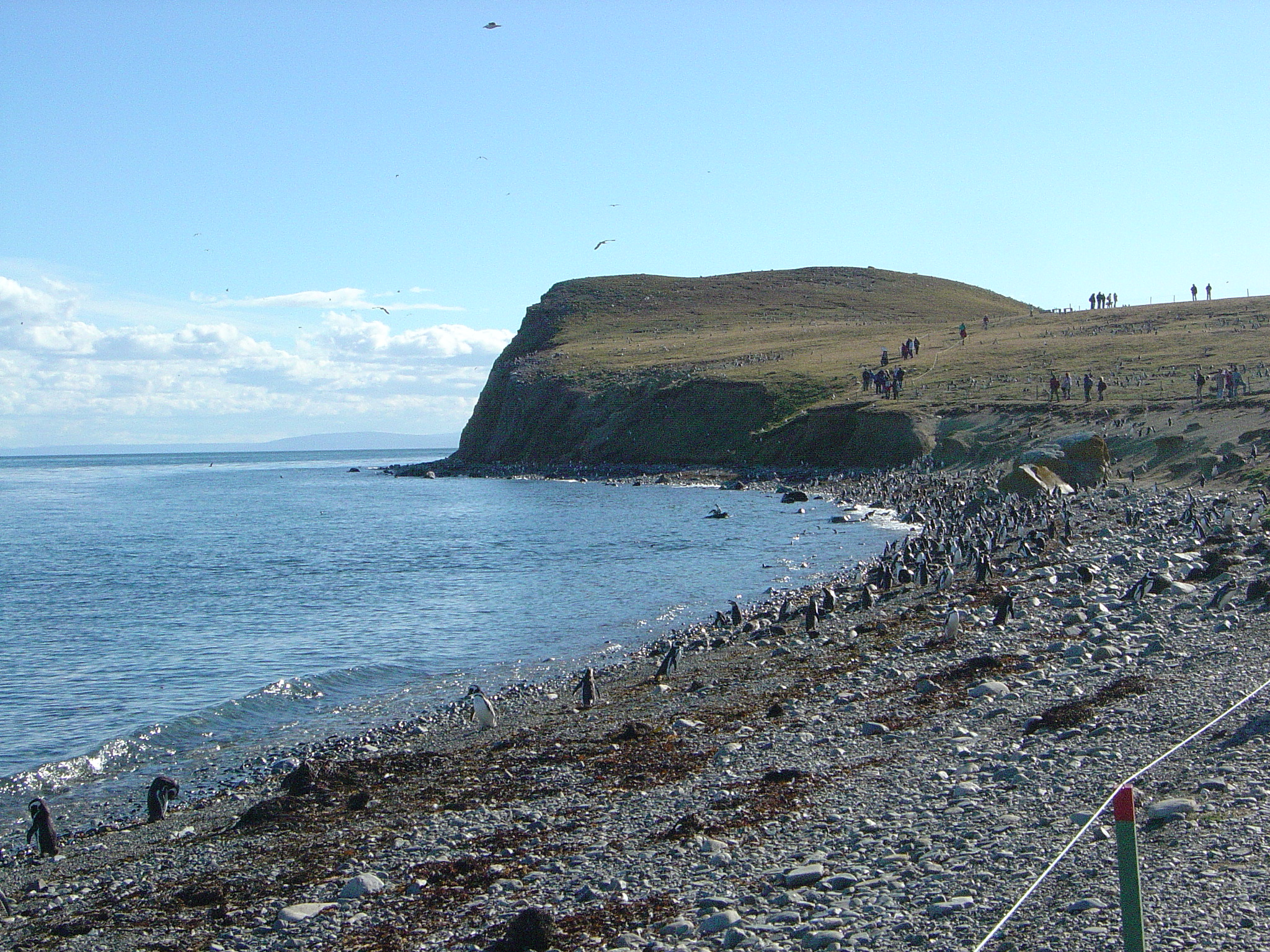

馬格達萊納島是智利的島嶼，位於該國南部麥哲倫海峽，距離蓬塔阿雷納斯約32公里，由麥哲倫-智利南極大區負責管轄，面積2,024平方公里，最高點海拔高度1,676米，是麥哲倫企鵝的繁殖地點，島上無人居住。
52°55′S 70°35′W / 52.917°S 70.583°W